# La dissimulation freudienne
La dissimulation freudienne (anglais : the Freudian Cover-up) est une théorie introduite pour la première fois par la travailleuse sociale américaine Florence Rush durant les années 1970, qui affirme que Sigmund Freud a intentionnellement ignoré les preuves que ses patients ont été victimes d'abus sexuels,. La théorie de Rush soutient qu'en développant sa théorie de la sexualité infantile, Freud a interprété par erreur les allégations d'abus sexuels de ses patients comme des symptômes d'un désir incestueux refoulé. Par conséquent, Freud a affirmé que les enfants qui ont signalé des abus sexuels commis par des adultes avaient imaginé ou fantasmé l'expérience.
Rush a présenté sa théorie « The Freudian Coverup » durant sa présentation The Sexual Abuse of Children: A Feminist Point of View, consacrée aux abus sexuels et à l'inceste durant l'enfance, lors de la conférence sur le viol des Radical Feminists de New York (NYRF) en avril 1971. 

## Contexte

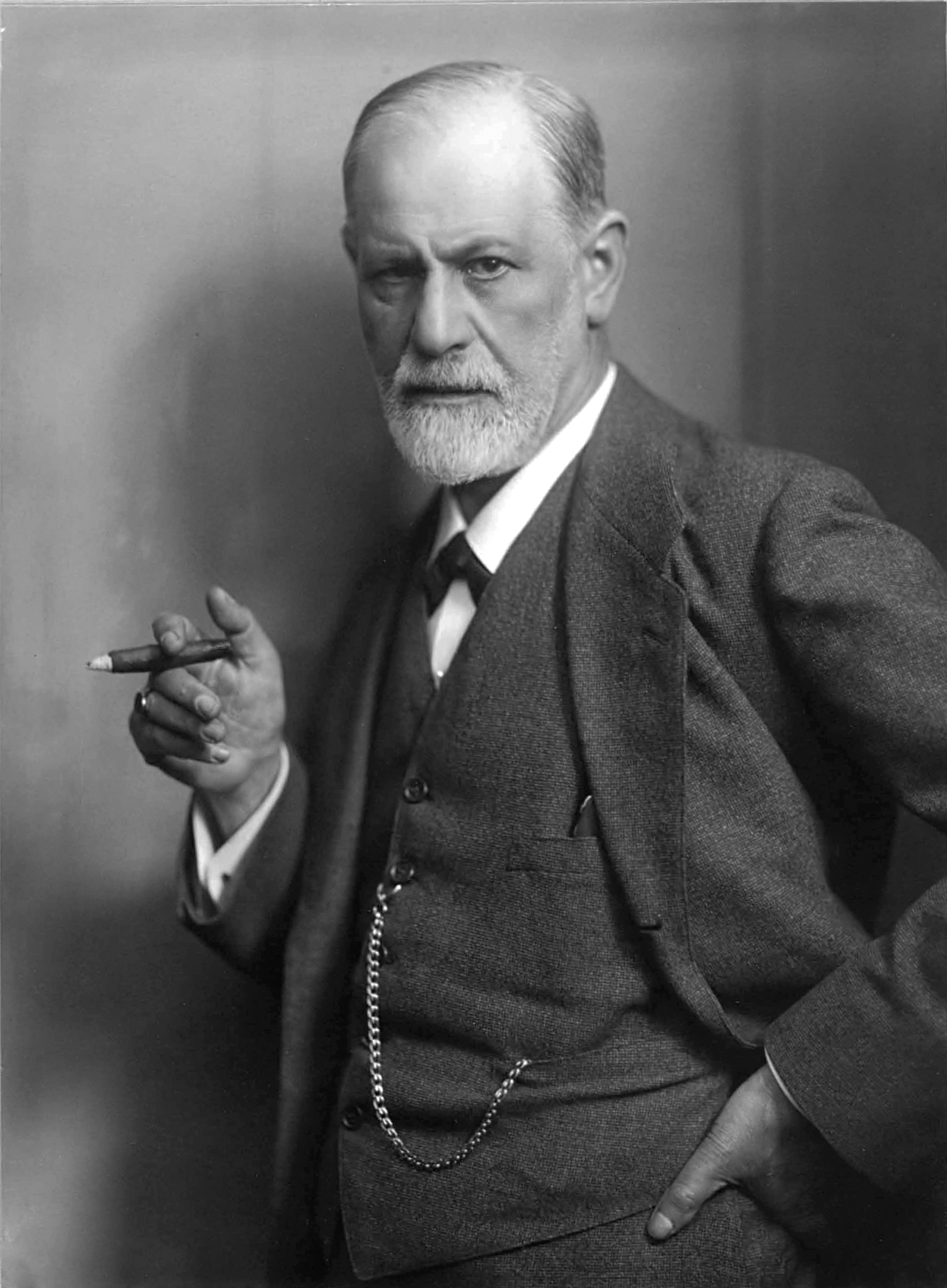
Sigmund Freud, le fondateur de la psychanalyse. Ruth soutient que Freud a délibérément caché l'existence d'incestes à grande échelle sur ses patientes.

D'après Ruth, au début de sa carrière, Freud croyait que les petites filles étaient souvent victimes d'abus sexuels, car la plupart de ses patients étaient des femmes et signalaient systématiquement des cas d'agression sexuelle pendant l'enfance. Beaucoup de patients de Freud avaient reçu un diagnostic victorien en commun, l'hystérie. Puisque ses patients hystériques ont signalé à plusieurs reprises des abus sexuels, nommant le plus souvent leurs pères comme les agresseurs, Freud a établi un lien de causalité entre les abus sexuels et la névrose. Ce lien a posé le cadre de la théorie de la séduction, dans laquelle il a souligné un lien direct entre les abus sexuels dans l'enfance et l'hystérie à l'âge adulte. Selon Florence Rush, autrice de The Freudian Cover-up, cette incrimination répétée et persistante des pères par ses patients a mis Freud mal à l'aise, ce qui l'a conduit à abandonner la théorie de la séduction. Plus à l'aise avec le fantasme qu'avec la réalité de l'abus sexuel, Freud était encore plus à l'aise lorsqu'il pouvait nommer la mère plutôt que le père comme séducteur. Ainsi, la théorie du « Complexe d'Œdipe » s'est concrétisée. D'autres féministes ont soutenu les revendications de Rush, dont Susan Brownmiller, Louise Armstrong et Diana E. H. Russell.
Avant que Freud ne puisse conclure que la séduction par les pères était un fantasme, il devait se débarrasser de sa théorie antérieure. Puisque les hommes ne se plaignaient pas de séduction maternelle, Freud limitait l'abus imaginé à un problème féminin spécifique. Pour dégager la responsabilité des pères, Freud a jugé nécessaire de saper les perceptions de ses patientes.
Entre les années 1970 et 1980, puis durant les années 1990, des arguments ont été avancés selon lesquels Freud a abandonné ses croyances initiales dans les récits d'abus des femmes (la théorie de la séduction) et l'a remplacée par la théorie œdipienne ; cela illustre les manières dont il a caché ou altéré des informations à ses patients, ce qui est inacceptable dans un contexte professionnel. La dissimulation freudienne a exposé la théorie de Freud, le refus de nommer l'agresseur, et en outre, la tentative d'un homme pour cacher des pratiques sexuelles illégales ou immorales. C'est à cette époque que les hommes victoriens ont été autorisés à se livrer à des relations sexuelles interdites, à condition qu'ils parviennent à garder leurs indiscrétions cachées. Freud, qui considérait le tabou de l'inceste comme vital pour l'avancée de la civilisation (voir Totem et Tabou), semblait exiger que les relations sexuelles interdites soient pratiquées avec tact et discrétion afin que la surface de la respectabilité victorienne ne soit en aucune façon troublée. Par conséquent, toute tentative de la part de l'enfant victime ou de sa famille d'exposer l'agresseur expose ses propres motivations sexuelles présumées, et lui fait plus honte qu'au coupable ; la dissimulation est donc son seul recours.

## Critiques
L'historien Peter Gay, auteur de Freud : A Life for Our Time (1988), souligne que Freud continuait à croire que certains patients étaient abusés sexuellement, mais réalisait qu'il y avait difficulté à trancher entre vérité et fiction. Par conséquent, selon Gay, il n'existe aucun motif sinistre dans le fait de changer sa théorie initiale ; Freud était un scientifique à la recherche de faits et avait le droit de changer d'avis si de nouvelles preuves lui étaient présentées.
Une critique différente provient des chercheurs qui ont examiné les documents originaux de Freud et qui soutiennent que le récit de Rush contient plusieurs idées fausses. Florence Rush a basé son récit sur les rapports rétrospectifs ultérieurs de Freud sur l'épisode de 1895-97, qui sont sérieusement en désaccord avec les articles originaux de 1896, et d'autres documents qui montrent qu'il est faux que les patientes de Freud à cette époque rapportaient systématiquement des cas d'agression sexuelle pendant l'enfance. Avant les articles de 1896, il n'avait signalé aucun cas d'abus sexuel dans la petite enfance (et très peu de cas d'abus sexuel de quelque sorte que ce soit),,. L'essence même de la théorie de la séduction impliquait que seuls des souvenirs inconscients d'abus sexuels dans la petite enfance puissent entraîner des symptômes hystériques ou obsessionnels, ce qui est incompatible avec la notion de patients venant le voir avec des rapports d'abus sexuels pendant l'enfance ; selon la théorie de Freud, les souvenirs putatifs étaient profondément refoulés et inaccessibles à la conscience dans des circonstances normales,,,, (il est également à noter que les affirmations cliniques de Freud en 1896 ne se limitaient pas aux femmes : dans l'article « Étiologie de l'hystérie E» de 1896, un tiers de ses patients étaient des hommes,.
Freud a déclaré à deux reprises qu'il présenterait les preuves cliniques de ses affirmations,,, mais il ne l'a jamais fait, ce qui, selon les critiques, signifie que ses affirmations cliniques ont dû être basées en grande partie sur la confiance. De nombreux érudits et universitaires ont émis de sérieux doutes sur la validité de son affirmation de 1896 d'avoir découvert des « souvenirs inconscients » (plus tard des « fantasmes inconscients ») d'abus sexuels infantiles, principalement avant l'âge de quatre ans, dont F. Cioffi, Schimek, Israëls et Schatzman, Hergenhahn, Allen, Eissler, McCullough et McNally.
Rush est souvent considérée comme la fondatrice du mouvement de la mémoire retrouvée. Cela a été critiqué, car caractérisé à la fois par une acceptation des accusations d'abus sexuel sans aucun recul, et un encouragement actif à l'invention de souvenirs d'abus. Certains chercheurs très critiques envers Freud, comme Richard Webster, sont aussi très critiques envers Rush.